# Campionat del Món de motocròs 1982
La temporada de 1982 del Campionat del Món de motocròs fou la 26a edició d'aquest campionat, organitzat per la FIM. El calendari oficial constava de 12 Grans Premis, celebrats entre el 25 d'abril i el 8 d'agost.
Aquella fou la primera temporada en què un pilot nord-americà guanyava un títol mundial d'aquesta disciplina. Concretament en foren dos: Brad Lackey el de 500 cc i Danny LaPorte el de 250 cc.

## Sistema de puntuació
Barem de puntuació de 1977 a 1983:
| Posició | 1  | 2  | 3  | 4 | 5 | 6 | 7 | 8 | 9 | 10 |
| Punts   | 15 | 12 | 10 | 8 | 6 | 5 | 4 | 3 | 2 | 1  |

| Resultats que computen |
| Totes les mànegues     |

## 500 cc

### Classificació final
| Posició | Pilot              | Motocicleta | Punts |
| ------- | ------------------ | ----------- | ----- |
| 1       | Brad Lackey        | Suzuki      | 228   |
| 2       | André Vromans      | Suzuki      | 217   |
| 3       | Neil Hudson        | Yamaha      | 159   |
| 4       | Graham Noyce       | Honda       | 148   |
| 5       | André Malherbe     | Honda       | 121   |
| 6       | David Thorpe       | Kawasaki    | 117   |
| 7       | Gary Semics        | Honda       | 87    |
| 8       | Håkan Carlqvist    | Yamaha      | 81    |
| 9       | Jean-Jacques Bruno | Suzuki      | 51    |
| 10      | Jukka Sintonen     | Yamaha      | 45    |
| 11      | Jaak van Velthoven | KTM         | 44    |

## 250 cc

### Classificació final
| Posició | Pilot               | Motocicleta | Punts |
| ------- | ------------------- | ----------- | ----- |
| 1       | Danny LaPorte       | Yamaha      | 238   |
| 2       | Georges Jobé        | Suzuki      | 225   |
| 3       | Kees Van Der Ven    | KTM         | 205   |
| 4       | Dave Watson         | Yamaha      | 115   |
| 5       | Rolf Dieffenbach    | Honda       | 90    |
| 6       | Jean-Claude Laquaye | Honda       | 79    |
| 7       | Mike Guerra         | Husqvarna   | 76    |
| 8       | Henk Van Mierlo     | Honda       | 59    |
| 9       | Heinz Kinigadner    | Yamaha      | 57    |
| 10      | Donnie Hansen       | Honda       | 44    |

1. ↑  42 segons altres fonts.

## 125 cc

### Classificació final
| Posició | Pilot           | Motocicleta | Punts |
| ------- | --------------- | ----------- | ----- |
| 1       | Eric Geboers    | Suzuki      | 266   |
| 2       | Corrado Maddii  | Gilera      | 211   |
| 3       | Michele Rinaldi | Gilera      | 208   |
| 4       | Harry Everts    | Suzuki      | 160   |
| 5       | Mark Velkeneers | Yamaha      | 156   |
| 6       | Jacky Vimond    | Yamaha      | 96    |
| 7       | Akira Watanabe  | Suzuki      | 87    |
| 8       | Yuri Khudiakov  | Cagiva      | 60    |
| 9       | Yoshisumi Sugio | Honda       | 57    |
| 10      | Alain Lejeune   | Honda       | 47    |

## Resum: Podi final 1982
|           | 500 cc        | 500 cc | 250 cc           | 250 cc | 125 cc          | 125 cc |
| Campió    | Brad Lackey   | Suzuki | Danny LaPorte    | Yamaha | Eric Geboers    | Suzuki |
| Subcampió | André Vromans | Suzuki | Georges Jobé     | Suzuki | Corrado Maddii  | Gilera |
| Tercer    | Neil Hudson   | Yamaha | Kees Van Der Ven | KTM    | Michele Rinaldi | Gilera |